# Rosario de Acuña

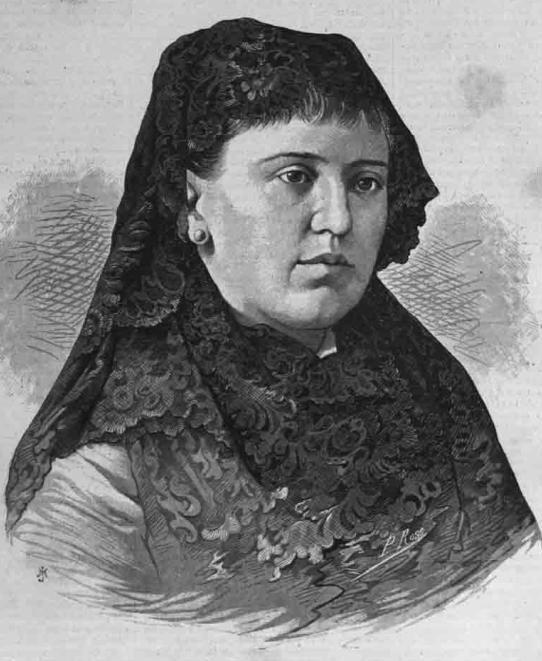
Rosario de Acuña

Rosario de Acuña, mit vollem Namen Rosario de Acuña y Villanueva de la Iglesia (* 1. November 1850 in Madrid, Spanien; † 5. Mai 1923 in Gijón), war eine spanische Schriftstellerin und Freidenkerin, die für ihre kontroversen liberalen Ansichten Bekanntheit erlangte.
Sie war eine von wenigen spanischen Dramatikerinnen und galt als radikal, weil sie bereit war, sich mit Themen wie religiösem Fanatismus, Atheismus, Unehelichkeit, Zivilehe (und der Möglichkeit der Scheidung, die im römisch-katholischen Spanien verpönt war) und der Reform des Strafrechtssystems auseinanderzusetzen.

## Leben
Über das frühe Leben von Acuña ist nur wenig bekannt. Sie besuchte eine Nonnenschule, obwohl sie zeit ihres Lebens an einer schweren Sehschwäche litt. Anschließend reiste sie in verschiedene europäische Länder und verbrachte einige Zeit in Rom bei ihrem Onkel, dem Botschafter Antonio Benavides.
Im Alter von 25 Jahren heiratete sie den Major Rafael de la Iglesia, von dem sie sich wegen wiederholter Untreue trennte.
Ihre literarische Laufbahn begann fulminant als Dichterin und Dramatikerin. Sie war nach Gertrudis Gómez de Avellaneda die zweite Frau, die am Teatro Español in Madrid debütierte.
1884 war sie die erste Frau, die die Tribüne des Madrider Athenaeums besetzte, und vier Jahre tat sie dies im Fomento de las Artes, einem Zentrum für die Rezeption liberaler Schriftstellerinnen. Im Jahr 1885 begann sie, mit der freidenkerischen Zeitschrift Las Dominicales del Libre Pensamiento zusammenzuarbeiten, und ein Jahr später trat sie der Loge Constante Alona in Alicante unter dem Namen Hipatía der Freimaurerei bei. Sie wollte nie einer Partei oder Schule angehören, obwohl sie von ihren Kollegen dazu gedrängt wurde, und ihr Privatleben hielt sie absolut geheim. Als Freidenkerin griff sie die katholische Kirche scharf an, was ihr die Abneigung eines großen Teils der Gesellschaft einbrachte, wie einige Zeitgenossen betonen.
Danach zog sie sich aus der Literaturszene zurück und lebte auf ihrem Landgut in Pinto, wo sie ihre freidenkerischen Kollegen um sich scharte.
1888 wurde sie zur Präsidentin des Ateneo Familiar ernannt, das von ihrem Universalerben Carlos Lamo geleitet wurde. Sie verteidigte stets die Notwendigkeit, in Kontakt mit der Natur zu leben und sich landwirtschaftlich zu betätigen, was sie auch während ihres Aufenthalts in der Provinz Santander tat, wo sie eine Geflügelfarm betrieb.
1891 wurde ihr antiklerikales Drama El padre Juan im Madrider Alhambra-Theater uraufgeführt, das ein durchschlagender Erfolg war, aber noch am Abend der Aufführung zur Schließung des Theaters durch die Behörden führte. Innerhalb weniger Tage waren zwei Auflagen des Stücks mit jeweils 2000 Exemplaren ausverkauft. Trotz dieses Skandals kehrte sie zwei Jahre später mit La voz de la Patria an das spanische Theater zurück.
1911 schrieb sie aus Empörung über die Nachricht, dass zwei junge Amerikanerinnen beim Verlassen der Universität von Barcelona überfallen worden waren, einen Brief an ihren Freund Luis Bonafoux, der in Paris die Zeitschrift El Internacional herausgab. Dieser schickte ihn an El Progreso in Barcelona, der das Schreiben unter dem Titel La chanza de la Universidad abdruckte. Der Skandal war so groß, dass es an den spanischen Fakultäten zu Streiks von beleidigten Studenten kam, die Acuña als „verweichlicht“ bezeichnet hatte. Die Autorin war gezwungen, nach Portugal ins Exil zu gehen, wo sie blieb, bis der König sie vier Jahre später auf Bitten des Grafen von Romanones begnadigte und den Haftbefehl aufhob. Von da an lebte sie noch zurückgezogener. Sie zog nach Gijón, wo sie sich ein bescheidenes Haus am Strand kaufte, das bis zu ihrem Tod im Alter von 72 Jahren zu einem Wallfahrtsort für ihre Bewunderer wurde.

## Werk
Acuña ist vor allem für ihr Versdrama Rienzi el tribuno  (1876, „Rienzi der Tribun“) bekannt. Die Tragödie beschreibt die vergeblichen Bemühungen des römischen Tribuns Cola di Rienzo aus dem 14. Jahrhundert, die Größe des alten Roms wiederherzustellen. In Amor a la patria (1877, „Die Liebe zum Vaterland“), das vom Widerstand der Bauern gegen Napoleon handelt, wird das edle Heldentum der Frauen mit der Käuflichkeit der männlichen Figuren kontrastiert. Zu ihren weiteren Versdramen gehören El padre Juan (1891), das mit seinem Angriff auf den scheinheiligen Klerus einen Skandal auslöste, und La voz de la patria (1893, „Die Stimme des Vaterlandes“), das für weitere Kontroversen sorgte mit der Darstellung einer schwangeren Frau, die versucht, ihren Verlobten von der Einberufung in die Armee abzuhalten.
Zu Acuñas Gedichtsammlungen zählen Ecos del alma (1876, „Echos der Seele“), Morirse a tiempo (1880, „Mit der Zeit sterben“), geschrieben im Stil des Volksdichters Ramón de Campoamor, und Sentir y pensar (1884, „Fühlen und Denken“), ein komisches Gedicht.
Sie setzte sich auch für eine Liberalisierung der Sozialpolitik ein. El crimen de la calle de Fuencarral; odia el delito y compadece al delincuente (1880, „Das Verbrechen in der Calle Fuencarral: Hasse das Verbrechen und bemitleide den Verbrecher“) basiert auf einem aufsehenerregenden Mordfall und ist ein für die damalige Zeit radikaler Aufruf zum Verständnis der sozialen Wurzelns des Verbrechens.
Consecuencias de la degeneración femenina (1888, „Die Folgen der weiblichen Entartung“) und die drei Essays in Cosas Mías (1917, „Meine Dinge“) behandeln feministische Themen.